# 2854 Rawson
2854 Rawson (1964 JE) là một tiểu hành tinh vành đai chính được phát hiện ngày 6 tháng 5 năm 1964 bởi D. McLeish ở Córdoba.